# Procope d'Oustioug
Procope d'Oustioug ou Procope de Lübeck (russe : Прокопий Устюжский ou russe : Прокопий Любекский, allemand : Prokopius von Ustjug und Lübeck) (?), Lübeck (?) - 8 juillet 1303, Veliki Oustioug) est un fol-en-Christ thaumaturge, saint de la religion orthodoxe.
De catholique il est devenu orthodoxe. Mais avant cela il vivait à Lübeck comme marchand de la Hanse teutonique et notable prussien.

## Vie
Son nom séculier, son prénom, sa date et lieu de naissance ne sont pas connus avec précision (selon certaines sources son nom serait Jacob Potharst). On lit dans les récits de sa vie qu'il venait d'une famille marchande patricienne de Lübeck.
Après la mort de son père dans une bataille entre Prussiens et Allemands, Procope est contraint de quitter la Prusse orientale. Il emporte ses richesses dans un navire et part vers Veliki Novgorod. À cette époque, la voie maritime Lübeck-Novgorod était celle qu'empruntaient le plus souvent les marchands de la Hanse. À Novgorod, ils disposaient du bureau-succursale de Novgorod, Peterhof.
En arrivant vers l'année 1243 avec son bateau chargé de marchandises à Novgorod, Procope est ébloui par la beauté des églises et des monastères, la justesse de sonorité des nombreux clochers, la dévotion et la diligence des fidèles au service de l'église. Ce qu'il n'aurait jamais pensé trouver de la part de chrétiens n'obéissant pas au Saint-Siège.

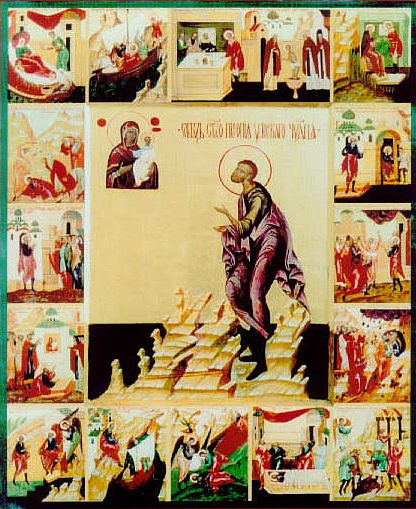
Icône de Procope jitié
(1669) Veliki Oustioug (musée local).

Procope visite la cathédrale Sainte-Sophie de Novgorod et d'autres églises et monastères, où il voit la solennité et la magnificence de l'Église orthodoxe. Il écoute aussi les chants d'église qu'il admire. Il décide finalement de devenir orthodoxe. Souhaitant égaler l'abnégation des moines, il donne tous ses biens et l'héritage reçu de son père aux pauvres et aux nécessiteux de la ville. Puis il part au monastère de Khoutyne.
Là, son maître spirituel est le starets Varlaam Prokchinitch, qui imitait en toute chose le fondateur du monastère Varlaam de Khoutyne (†1192 г.)
Plus tard, Procope devient fol-en-Christ. Puis il quitte Novgorod, où il était devenu célèbre, pour redevenir un homme ordinaire à Veliki Oustioug, où il vit dans le paperte de la cathédrale de la Dormition.
Vêtu de haillons, il vit de l'aumône. Il dort heureux sur un sol humide, sur un tas d'ordure ou sur des pierres. La consolation de Procope est la conversion de Johan Boug, darughachi dans un khanat, et de son épouse Maria à l'orthodoxie, et son amitié pour  Cyprien d'Oustioug (ru), fondateur d'un monastère à Oustioug.

## Miracle

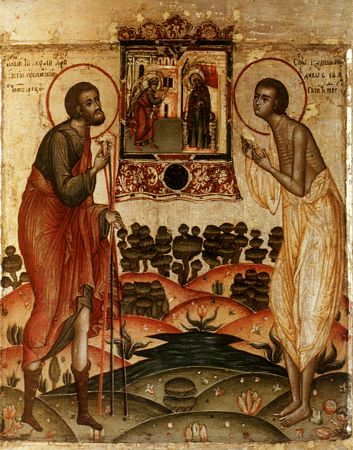
Prières de Procope et Johan, au fond icône de l'Annonciation d'Oustioug.

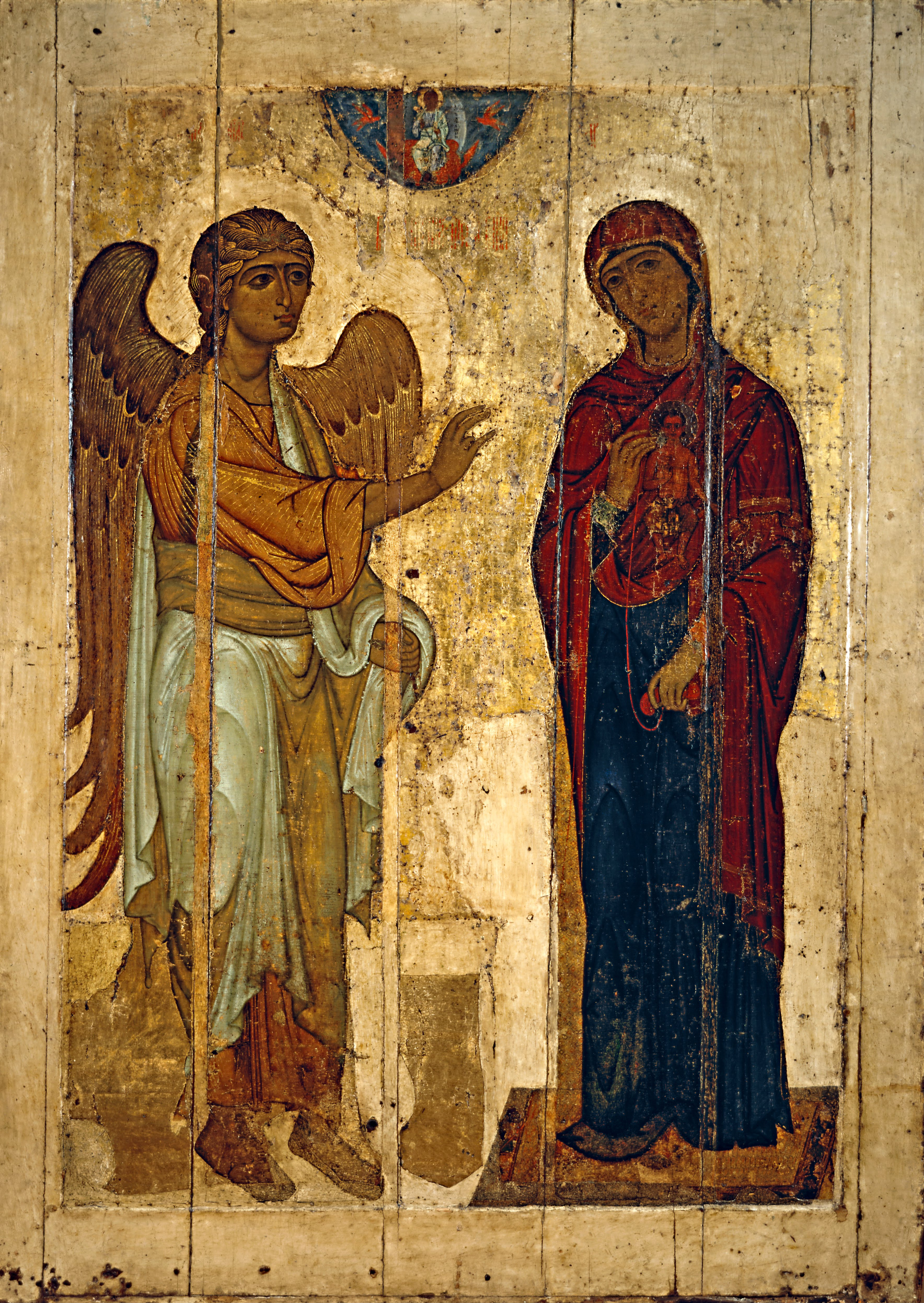
Annonciation d'Oustioug - Google Art Project.

En 1290, Procope prédit la catastrophe liée à la chute de la météorite d'Oustioug qui est accompagnée d'une violente tempête, de coups de tonnerre, de feux de forêts et d'une tornade d'une grande force destructrice. Elle tombe à 20 verstes de Veliki Oustioug. Une semaine avant la chute, Procope parcourt la ville en pleurant pour demander aux habitants de se repentir et de prier pour que le Seigneur épargne à la ville le sort de Sodome et Gomorrhe. Il met tout le monde en garde contre l'imminence du Jugement dernier, mais personne ne le croit. Quand la tempête arrive, les habitants se réfugient dans les lieux les mieux fortifiés et sécurisés de la ville et se mettent à prier pour leur salut et celui de la ville de Procope.
La tradition raconte que Procope priait devant une icône ancienne de l'Annonciation qui par la suite a été déplacée à Moscou. En l'honneur de cette icône, appelée « Annonciation d'Oustioug », dans l’Église orthodoxe russe une fête a été instaurée le 8 juillet (selon le calendrier julien) appelée « signe de l'icône de Notre-Dame de l'Annonciation de la ville d'Oustioug ». Mais les données historiques ne permettent pas de confirmer la présence de cette icône, aujourd'hui à la galerie Tretiakov, à Oustioug à cette époque de la chute de la météorite.

## Souvenir du saint
Procope vit comme fol-en-Christ jusqu'à 60 ans. Après sa mort, il est compté dans les rangs des saints orthodoxes. Sa glorification et sa béatification sont proclamées à Moscou en 1547 et sa mémoire est honorée le 8 juillet de chaque année selon le calendrier julien.
Procope d'Oustioug est devenu dans l'histoire le premier saint de l'Église orthodoxe qui était fol-en-Christ. L'ouvrage intitulé « La vie de St Procope d'Oustioug » a été composé au XVIe siècle, c'est-à-dire longtemps après sa mort, par le fils de l'higoumène du monastère de Solvytchegodsk, Dionisius. Comme le remarque Vassili Klioutchevski, cet ouvrage est malheureusement « mal écrit, composé d'histoires à épisodes multiples, avec très peu de qualités littéraires ». C'est en son honneur que la ville de Prokopievsk a reçu son nom.